# Svärtinge
Svärtinge est une localité suédoise située à une dizaine de kilomètres au nord-ouest de Norrköping.